# Beloússovo
Beloússovo - Белоусово (rus) és una ciutat de l'óblast de Kaluga, a Rússia. Es troba a la vora del Dirotxnoi, un afluent del Protva. És a 65 km al nord-est de Kaluga i a 96 km al sud-oest de Moscou.

## Història
Aconseguí l'estatus de possiólok (poble) el 1962 i el 2004 el de ciutat.